# Mica (Mureș)
Pour les articles homonymes, voir Mica (homonymie).
Mica (Mikefalva en hongrois, Nickelsdorf en allemand) est une commune roumaine du județ de Mureș, dans la région historique de Transylvanie et dans la région de développement du Centre.

## Géographie
La commune de Mica est située dans le sud du județ, Sur les rives de la Târnava Mică, sur le Plateau de Târnava (Podișul Tarnavelor), à 10 km à l'est de Târnăveni et à 26 km au sud-ouest de Târgu Mureș, le chef-lieu du județ.
La municipalité est composée des sept villages suivants (population en 2002) :
- Abuș (363) ;
- Căpălna de Sus (178) ;
- Ceuaș (891) ;
- Deaj (1 449) ;
- Hărănglab (881) ;
- Mica (583), siège de la commune ;
- Șomoștelnic (306).

## Histoire
La première mention écrite du village date de 1319 sous le nom de Mike.
La commune de Mica a appartenu au royaume de Hongrie, puis à l'empire d'Autriche et à l'Empire austro-hongrois.
En 1876, lors de la réorganisation administrative de la Transylvanie, elle a été rattachée au comitat de Kis-Küküllő.
La commune de Mica a rejoint la Roumanie en 1920, au traité de Trianon, lors de la désagrégation de l'Autriche-Hongrie. Elle a été de nouveau occupée par la Hongrie de 1940 à 1944, période durant laquelle sa petite communauté juive fut exterminée par les Nazis. Elle est redevenue roumaine en 1945.

## Politique
Le conseil municipal de Mica compte 13 sièges de conseillers municipaux. À l'issue des élections municipales de juin 2008, Ladislau Szekely (PD-L) a été élu maire de la commune.
| Parti                                                | Nombre de conseillers |
| ---------------------------------------------------- | --------------------- |
| Union démocrate magyare de Roumanie (UDMR)           | 7                     |
| Parti démocrate-libéral (PD-L)                       | 2                     |
| Parti tsigane Pro Europa                             | 1                     |
| Parti de la Nouvelle Génération - Chrétien-démocrate | 1                     |
| Parti de la Grande Roumanie (PRM)                    | 1                     |
| Parti social-démocrate (PSD)                         | 1                     |

## Religions
En 2002, la composition religieuse de la commune était la suivante :
- Réformés, 48,71 % ;
- Chrétiens orthodoxes, 29,82 % ;
- Unitariens, 9,31 % ;
- Pentecôtistes, 6,99 % ;
- Catholiques romains, 3,93 %.

## Démographie
En 1910, la commune comptait 1 654 Roumains (35,35 %) et 2 693 Hongrois (57,59 %).
En 1930, on recensait 1 722 Roumains (35,45 %), 2 753 Hongrois (56,67 %), 22 Juifs (0,45 %) et 352 Tsiganes (7,25 %).
En 2002, 1 036 Roumains (22,03 %) côtoient 2 591 Hongrois (55,11 %) et 1 070 Tsiganes (22,76 %). On comptait à cette date 1 972 ménages.
| 1850  | 1880  | 1900  | 1910  | 1930  | 1956  | 1977  | 1992  | 2002  |
| ----- | ----- | ----- | ----- | ----- | ----- | ----- | ----- | ----- |
| 3 972 | 4 089 | 4 578 | 4 676 | 4 858 | 5 079 | 4 975 | 4 570 | 4 701 |

| 2007  | - | - | - | - | - | - | - | - |
| ----- | - | - | - | - | - | - | - | - |
| 4 776 | - | - | - | - | - | - | - | - |

## Économie
L'économie de la commune repose sur l'agriculture, la viticulture et l'élevage.

## Communications

### Routes
Mica est située sur la route régionale DJ142 Târnăveni-Bălăușeri.

### Voies ferrées
Mica est desservie par la ligne de chemin de fer Blaj-Praid qui dessert également Târnăveni et Sovata.

## Lieux et monuments
- Abuș, château de style baroque du XVIIe siècle.

- Abuș, église orthodoxe en bois des Sts Archanges (Sf. Arhangeli Mihail și Gavrili) du XVIIIe siècle.

- Mica, manoir du XVIIIe siècle, siège actuel de la Mairie.

- Deaj, église unitarienne de 1834.